# دانشگاه فنی قزاقستان و انگلیس
دانشگاه فنی قزاقستان و انگلیس (به قزاقی: Kazakh-British Technical University) یک دانشگاه در قزاقستان است که در آلماتی واقع شده‌است.